# Äußere Hebriden

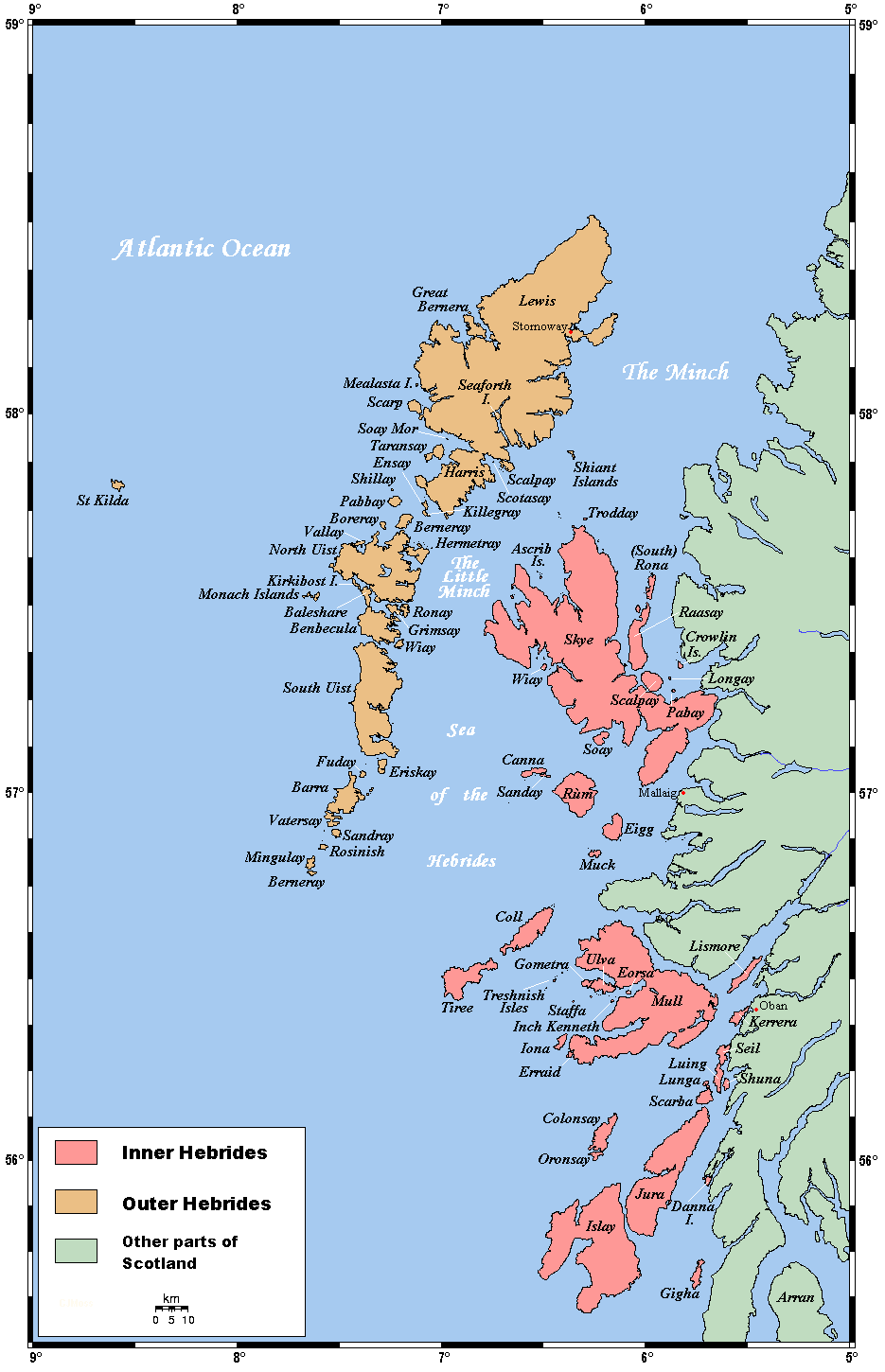
Die Hebriden (Äußere Hebriden in orange)

Die Äußeren Hebriden (englisch Outer Hebrides bzw. Western Isles, schottisch-gälisch Na h-Eileanan Siar [nə ˈhelanən ˈʃiəɾ] oder Na h-Eileanan an Iar, ‚Die westlichen Inseln‘) sind eine zu den Hebriden gehörende Inselkette im Atlantischen Ozean an der Westküste Schottlands. Sie liegen rund 60 Kilometer westlich des Festlandes und verlaufen in einem Bogen vom Butt of Lewis im Norden bis hin zu Barra Head im Süden. Die gesamte Inselkette ist 208 Kilometer lang. Von den südöstlich gelegenen Inneren Hebriden trennen sie unter anderem die Meerengen Little Minch und North Minch.
Unter ihrem schottisch-gälischen Namen Na h-Eileanan Siar bilden die Äußeren Hebriden einen der 32 Council Areas, den kommunalen Verwaltungseinheiten Schottlands. Hauptstadt ist Stornoway (schottisch-gälisch Steòrnabhagh) auf der Insel Lewis.

## Geographie
Zu den Äußeren Hebriden gehören folgende bewohnte Inseln (von Norden nach Süden):
- Lewis and Harris
- Great Bernera
- Scalpay
- Inselgruppe Uist (gälisch Uibhist):
  - Baleshare
  - Berneray
  - North Uist
  - Grimsay
  - Benbecula
  - South Uist
  - Eriskay
- Barra
- Vatersay
- nördlich vorgelagert, unbewohnt:
  - Sula Sgeir
  - Rona
- östlich vorgelagert, unbewohnt:
  - Shiant Islands
- südlich vorgelagert, unbewohnt:
  - Barra Head
- westlich vorgelagert, unbewohnt:
  - Flannan Isles
  - Haskeir
  - Monach Islands
  - St. Kilda
- und viele kleine unbewohnte Inseln: Bearasay, Campay, Coppay, Craigeam, Eilean Kearstay, Fladday, Flodaigh, Flodaigh, Flodday, Gilsay, Heiskers, Hermetray, Kealasay, Kirkibost, Lingay, Little Bernera, Little Shillay, Mealasta, Mingulay, Opsay, Pabay Mor, Pabbay, Sandray, Scaraway, Scarp, Seaforth Island, Seanna Chnoc, Shillay, Soay Beag, Soay Mor, Stockay, Sursay, Tahay, Taransay, Vacasay, Vallay, Vuia Beg, Vuia Mor, Wiay und andere.

Die kleineren der bewohnten Inseln sind über Autobrücken und Straßendämme mit größeren Inseln verbunden, so dass es drei bewohnte Inselgruppen gibt, zwischen denen mehrfach täglich Autofähren verkehren.

### Die zehn größten Inseln der Äußeren Hebriden
| Name             | Fläche [in km²] | Einwohner (2001) | Höchste Erhebung [in m] |
| ---------------- | --------------- | ---------------- | ----------------------- |
| Lewis and Harris | 2.170,0         | 18.489 1         | 799                     |
| South Uist       | 320,3           | 1.818            | 620                     |
| North Uist       | 303,1           | 1.271            | 347                     |
| Benbecula        | 82,0            | 1.219            | 124                     |
| Barra            | 58,8            | 1.078            | 383                     |
| Great Bernera    | 21,2            | 233              | 87                      |
| Taransay         | 14,8            | 0                | 267                     |
| Berneray         | 10,1            | 136              | 93                      |
| Grimsay          | 8,3             | 201              | 22                      |
| Eriskay          | 7,0             | 133              | 185                     |

## Wirtschaft
Die Menschen auf den Äußeren Hebriden leben hauptsächlich vom Fisch- und Krabbenfang und als Kleinpächter und Schafzüchter. Der Tourismus spielt ebenfalls eine Rolle. Die ausgedehnten Torfmoore von Lewis werden von Inselbewohnern für den Eigenbedarf an Brennstoff abgebaut.
Ein wichtiger Industriezweig ist die Herstellung von Harris-Tweed. Harris Tweed kann in Lewis, Harris, Uist und Barra hergestellt werden. Die Harris Tweed Authority hat ihren Sitz entgegen dem Namen in Stornoway im Nordteil der Insel Lewis and Harris (Lewis) und nicht im südlichen Inselteil Harris.

## Verkehr
Folgende Fährlinien bedienen die Inseln von außerhalb der Äußeren Hebriden:
- Oban – Castlebay (Barra)
- Oban – Lochboisdale (South Uist)
- Uig (Skye) – Tarbert (Harris)
- Uig–Lochmaddy (North Uist)
- Ullapool – Stornoway (Lewis)

Auf Barra, Benbecula und Lewis befinden sich zudem kleine, national angebundene Flughäfen. Der Barra Airport weist eine Besonderheit auf: seine Flugpläne richten sich nach den Tiden, da sich die Start- und Landepiste auf dem Strand befindet.

## Kultur
Untereinander sprechen die Inselbewohner meist Schottisch-Gälisch. Auch Orts- und Straßenschilder sind teilweise auf Schottisch-Gälisch.
Auf den nördlichen, evangelisch geprägten Inseln wird der Sonntag als Ruhetag begangen, weshalb das öffentliche Leben an diesem Tag weitgehend ruht. Es fuhren an diesem Tag bis 2009 keine Fähren von und zu den Inseln. Dies hat sich aber mittlerweile geändert, auch wenn die neue Praxis nach wie vor umstritten ist. Etwa ein Viertel der Bevölkerung gehört der Free Church of Scotland an, die den Sabbat strikt begeht, bis 2010 jegliche Musik im Gottesdienst ablehnte und für den Kirchgang strikte Kleidungsregeln hat. Auf den südlichen Inseln der Äußeren Hebriden leben überwiegend Katholiken.

## Belletristik
Die Äußeren Hebriden sind Schauplatz von Simon Becketts Roman Kalte Asche, der auf der fiktiven Insel „Runa“ spielt. Die Hauptstadt Stornoway und viele andere tatsächlich existierende Orte und Inseln, zum Beispiel St. Kilda, kommen ebenfalls in dem Roman vor.